# Aeschynomene oroboides
Aeschynomene oroboides är en ärtväxtart som beskrevs av George Bentham. Aeschynomene oroboides ingår i släktet Aeschynomene och familjen ärtväxter. Inga underarter finns listade i Catalogue of Life.